# Курганный (Ростовская область)
Курга́нный — хутор в Орловском районе Ростовской области.
Административный центр Курганенского сельского поселения.

## История
В 1962 году указом Президиума Верховного Совета РСФСР хутор Сталино переименован в Курганный.

## Население
| 2010 |
| ---- |
| 805  |

## Улицы
| - ул. Водная, - ул. Мирная, - ул. Молодёжная, - ул. Молочинского, - ул. Почтовая, - ул. Свободы, | - пер. Восточный, - пер. Социалистический, - пер. Строительный, - пер. Театральный, - пер. Школьный. |

## Достопримечательности
Территория Ростовской области была заселена ещё в эпоху неолита. Люди, живущие на древних стоянках и поселениях у рек, занимались в основном собирательством и рыболовством. Степь для скотоводов всех времён была бескрайним пастбищем для домашнего рогатого скота. От тех времен осталось множество курганов с захоронениями жителей этих мест. Курганы и курганные группы находятся на государственной охране.
Поблизости от территории хутора Курганного Орловского района расположено несколько достопримечательностей — памятников археологии. Они охраняются в соответствии с Федеральным законом от 25.06.2002 №N 73-ФЗ «Об объектах культурного наследия (памятниках истории и культуры) народов Российской Федерации», Областным законом от 22.10.2004 № 178-ЗС «Об объектах культурного наследия (памятниках истории и культуры) в Ростовской области», Постановлением Главы администрации РО от 21.02.97 № 51 о принятии на государственную охрану памятников истории и культуры Ростовской области и мерах по их охране и др.
- Курганная группа «Курганный I» из двух курганов. Находится на расстоянии около 1,5 км к востоку от хутора.
- Курганная группа «Курганный II» (4 кургана). Находится на расстоянии около 1,3 км к востоку от хутора.
- Курганная группа «Курганный III» (10 курганов). Находится на расстоянии около 0,5 км к югу от хутора.
- Курганная группа «Курганный IV» (4 кургана). Находится на расстоянии около 400 метров к юго-востоку от хутора[5].